# Honschaft Hohenhagen
Die Honschaft Hohenhagen war im Mittelalter und der frühen Neuzeit eine Honschaft im Kirchspiel Lüttringhausen im bergischen Amt Beyenburg.
Zu der Honschaft gehörten neben dem Titularhof Hohenhagen die Höfe und Wohnplätze Birgden III, Birke, Buscher Hof, Clarenbach, Endringhausen, Farrenbracken, Goldenberg, Grund, Klausen, Mühle, Nüdelshalbach, Rotzkotten, Spelsberg, Stursberg I, Stursberg II, Tackermühle, Ueberfeld, Wüste und Wüsterhagen.
Laut E. Erwin Stursberg gehörten auch der Hof Westen zur Honschaft Hohenhagen, die laut anderen Quellen um 1700 der Honschaft Erbschlö angehörte.
Im Jahr 1797 wurden für die Honschaft 239 Einwohner, 212 Feuerstätten, 1.058 bergische Morgen Ackerland, 274 berg. Morgen Wiesen, 1.398 berg. Morgen Wald, sowie 18 Pferde und 280 Ochsen und Kühe verzeichnet. Die Flächen wurden dabei zusammen mit denen der Honschaft Lüttringhausen gezählt.
Die Honschaft überstand die kommunale Neuordnung im Großherzogtum Berg unter französischer Verwaltung ab 1806. Nach Abzug der Franzosen aus dem Rheinbundstaaten 1813 nach der Niederlage in der Völkerschlacht bei Leipzig wurde unter Preußen die Honschaft 1815 der Bürgermeisterei Lüttringhausen im Kreis Lennep zugeordnet.
Um 1832 gehörten laut der Statistik und Topographie des Regierungsbezirks Düsseldorf die Wohnplätze Bärenhammer, Breithammer, Diederichshammer, Eiche, Erbschlöhammer, Felderhof, Flügel, Graben, Gründerhammer, Grüne, Grünenbaum, Halbach, Halbachshammer, Hasenclever, Heusiepen, Hütte, Jupperhammer, Clarenbachshammer, Clemenshammer, Kranen, Kranenholl, Kranenhollerhammer, Klauserdelle, Langenhaus, Lenharzhammer, Leyen, Neuenhammer, Neuenhof, Neuenkotten, Neuenweg, Neuland, Oelingrath, Spelsbergerhammer, Stollen,  Westerhammer und Wüsterkotten zu der Honschaft.
Laut der Statistik besaß die Honschaft 1832 eine Einwohnerzahl von 2213, die sich in 127 katholische und 2086 evangelische Gemeindemitglieder aufteilten. Die Wohnplätze der Honschaft umfassten zusammen 266 Wohnhäuser, 64 Fabriken und Mühlen, 158 landwirtschaftliche Gebäude und vier öffentliche Gebäude.
Bis 1929 gehörte das Gebiet der Honschaft Hohenhagen zur Stadt Lüttringhausen im Kreis Lennep und wurde dann auf die kreisfreien Städte Remscheid und Wuppertal aufgeteilt.